# Elecciones constituyentes de la Ciudad de México de 2016
Las elecciones constituyentes de la Ciudad de México fueron realizadas el domingo 5 de junio de 2016 de acuerdo a lo indicado en el artículo Séptimo Transitorio de la Reforma política del Distrito Federal; y en ella fueron elegidos los 60 diputados a la Asamblea Constituyente de la Ciudad de México, electos según el principio de representación proporcional, mediante una lista votada en una sola circunscripción plurinominal.

## Diputados

### Partidos políticos
|  | 30.26 % |

|  | 32.87 % |

|  | 26.43 % |

|  | 28.71 % |

|  | 9.48 % |

|  | 10.29 % |

|  | 7.18 % |

|  | 7.80 % |

|  | 3.34 % |

|  | 3.63 % |

|  | 2.63 % |

|  | 2.85 % |

|  | 1.97 % |

|  | 2.14 % |

|  | 1.59 % |

|  | 1.73 % |

|  | 0.87 % |

|  | 0.95 % |

|  | 8.30 % |

|  | 9.02 % |

|  | 7.94 % |

### Candidatos independientes
Para que un candidato independiente pueda obtener un puesto en la asamblea constituyente debe recibir una sexagésima parte de los votos válidos, equivalente a 1.66% de los sufragios emitidos a favor de algún partido o candidato. El total de la votación válida emitida es de 1,926,608 sufragios, de forma que un candidato independiente requiere de 32,100 votos para recibir un escaño en la asamblea constituyente.
|  | 12.33 % |

|  | 6.94 % |

|  | 6.40 % |

|  | 2.96 % |

|  | 6.16 % |

|  | 3.14 % |

|  | 5.59 % |

|  | 5.51 % |

|  | 3.41 % |

|  | 3.78 % |

|  | 2.77 % |

|  | 7.30 % |

|  | 4.98 % |

|  | 3.51 % |

|  | 1.58 % |

|  | 3.87 % |

|  | 1.75 % |

|  | 1.65 % |

|  | 5.02 % |

|  | 5.57 % |

|  | 5.68 % |